# CD1E
CD1e (англ. T-cell surface glycoprotein CD1e, membrane-associated) — трансмембранный белок семейства гликопротеинов CD1, локализованных на поверхности антигенпредставляющих клеток. Продукт гена человека CD1E.

## Функции
CD1e входит в семейство трансмембранных гликопротеинов CD1, которые структурно относятся к белкам главного комплекса гистосовместимости (MHC) и образуют гетеродимеры с бета-2-микроглобулином. Белки CD1 опосредуют презентацию преимущественно липидных и гликолипидных антигенов бактериального происхождения T-клеткам. В геноме человека гены этого семейства локализованы в кластере 1-й хромосомы. Члены семейства различаются клеточной локализацией и их специфичностью к липидным лигандам. Белок CD1e локализован в комплексе Гольджи, эндосомах и лизосомах и может быть частично протеолизован с формированием стабильного растворимого варианта после отщепления мембранного домена. Растворимая форма CD1e участвует во внутриклеточном процессировании некоторых гликолипидов в подходящую форму для их последующего представления другими белками CD1.